# Gurgy
Gurgy ist eine französische Gemeinde mit 1.724 Einwohnern (Stand: 1. Januar 2022) im Département Yonne in der Region Bourgogne-Franche-Comté; sie gehört zum Arrondissement Auxerre und zum Kanton Auxerre-2. Die Einwohner werden Gurgycois genannt.

## Geographie
Gurgy liegt etwa sieben Kilometer nördlich von Auxerre am Fluss Yonne, in den hier sein Zufluss Sinotte einmündet. Umgeben wird Gurgy von den Nachbargemeinden Chemilly-sur-Yonne im Norden, Seignelay im Nordosten, Héry im Osten und Nordosten, Monéteau im Süden und Südosten, Appoigny im Westen und Südwesten sowie Chichery im Nordwesten.

## Bevölkerungsentwicklung
| Jahr                       | 1962 | 1968 | 1975 | 1982 | 1990 | 1999 | 2006 | 2012 | 2018 |
| Einwohner                  | 543  | 556  | 783  | 1198 | 1453 | 1648 | 1649 | 1719 | 1705 |
| Quellen: Cassini und INSEE |      |      |      |      |      |      |      |      |      |

## Sehenswürdigkeiten
- Kirche Saint-André
- Mehrere archäologische Fundstätten